# آلدیکو
آلدیکو (انگلیسی: Aldiko) یک کتابخوان الکترونیک برای سیستم عامل های اندروید و آی او اس است.